# Trzygłów (województwo zachodniopomorskie)
Trzygłów (niem. Trieglaff) – wieś sołecka w Polsce, położona w województwie zachodniopomorskim, w powiecie gryfickim, w południowo-zachodniej części gminy Gryfice. Wieś położona jest nad dwoma jeziorami: Jeziorem Trzygłowskim Pierwszym o powierzchni 19,4 ha i Jeziorem Trzygłowskim Drugim o powierzchni 33,1 ha. Była miejscem Spotkań Trzygławskich. 

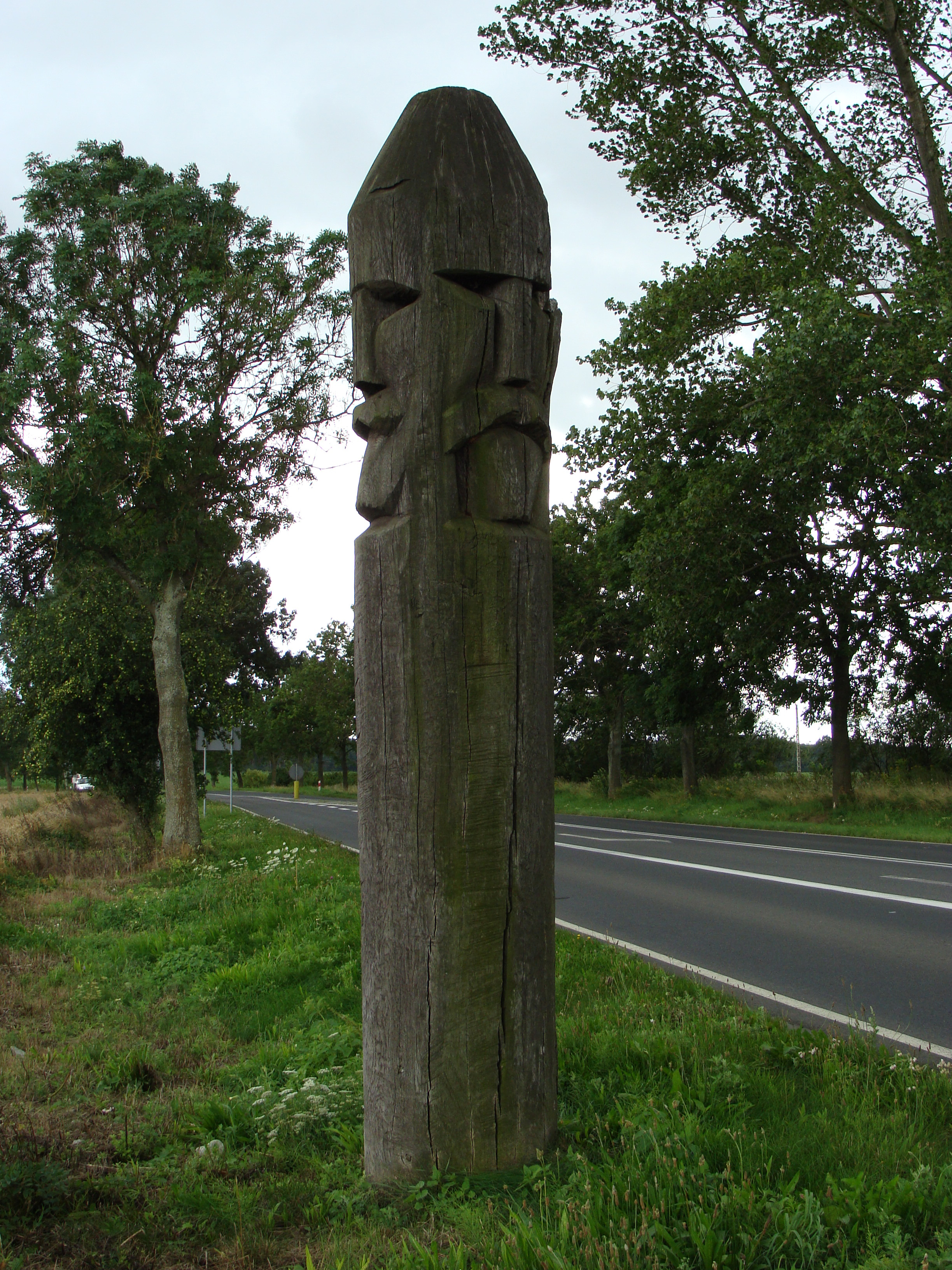
Posąg Trzygłowa przy skręcie do wsi Baszewice i Trzygłów

W miejscowości znajduje się remiza Ochotniczej Straży Pożarnej oraz szkoła podstawowa do której dojeżdżają dzieci z okolicznych wsi. Młodzież gimnazjalna dowożona jest do Gimnazjum nr 2 w Gryficach. We wsi czynna jest także agencja pocztowa. We wsi funkcjonuje Ludowy Zespół Sportowy – LZS Błękitni Trzygłów. W czasach PRL w Trzygłowie znajdowała się Stacja Hodowli Roślin.

## Administracja
W latach 1975–1998 miejscowość administracyjnie należała do województwa szczecińskiego. W latach 1945–1954 stanowiła siedzibę gminy Trzygłów (do 1946 r. Trojanowo), następnie obszar gminy został podzielony pomiędzy cztery gromady: Trzygłów, Jasiel, Rybokarty i Rotnowo. Od 1973 r. miejscowość włączona do gminy Gryfice. Trzygłów jest sołectwem do którego należą również: Rzęsin, Grochów oraz Kołomąć.

## Integralne części wsi
| SIMC    | Nazwa   | Rodzaj     |
| ------- | ------- | ---------- |
| 0776090 | Grochów | przysiółek |

## Zabytki
- kościół filialny pw. św. Marii Magdaleny z 1881 r. (pierwotnie staroluterski) neogotycki z absydą i centralną sterczyną imitującą wieżyczkę,
- pałac neobarokowy – z przełomu XIX/XX wieku; w XVII w. istniał w tym miejscu dwór o konstrukcji ryglowej, który został przebudowany w I połowie XVIII w., rozbudowany w latach 1840–1844,
- zespół zabudowy folwarcznej złożony z budynków gospodarczych i secesyjnych oficyn[7],
- grodzisko słowiańskie funkcjonujące pomiędzy X-XII wiekiem. Na jego miejscu w 2. poł. XIV wieku powstała rycerska wieża na kopcu typu motte. Obiekt ten w 1445 roku został sprzedany miastu Gryfice. Wieża uległa zniszczeniu w XVI wieku[8].

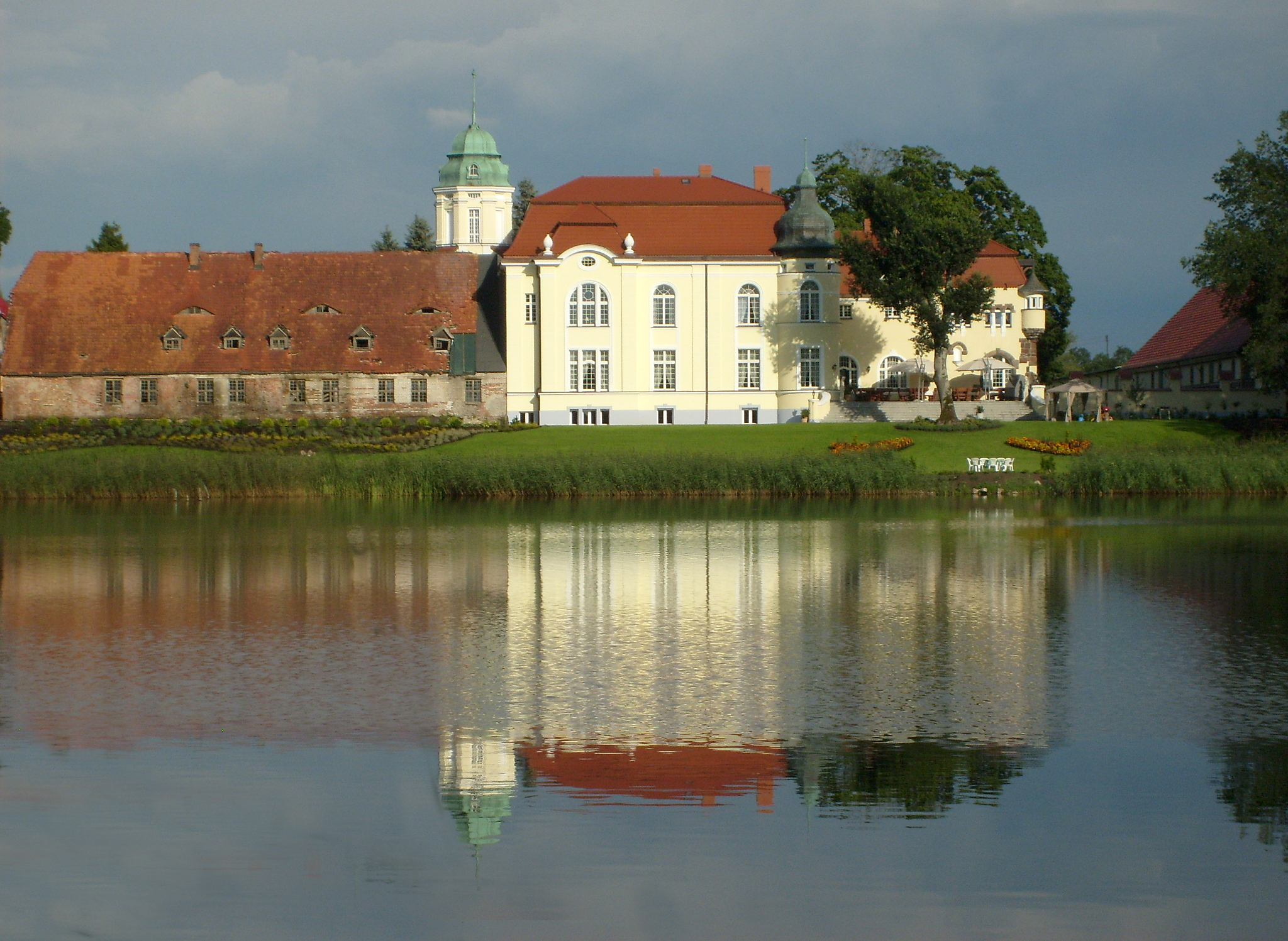
Dwór w Trzygłowie
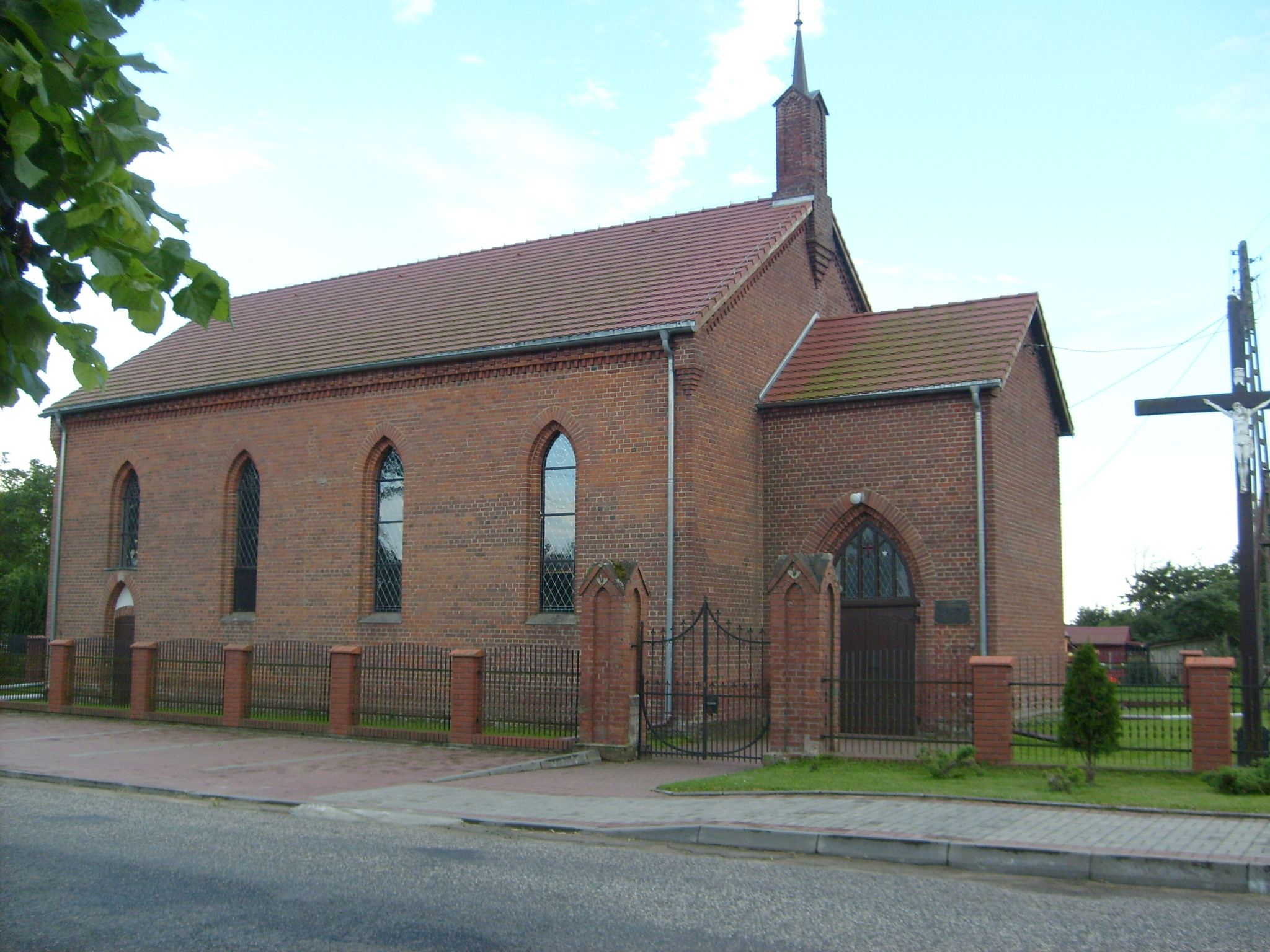
Kościół pw. św. Marii Magdaleny
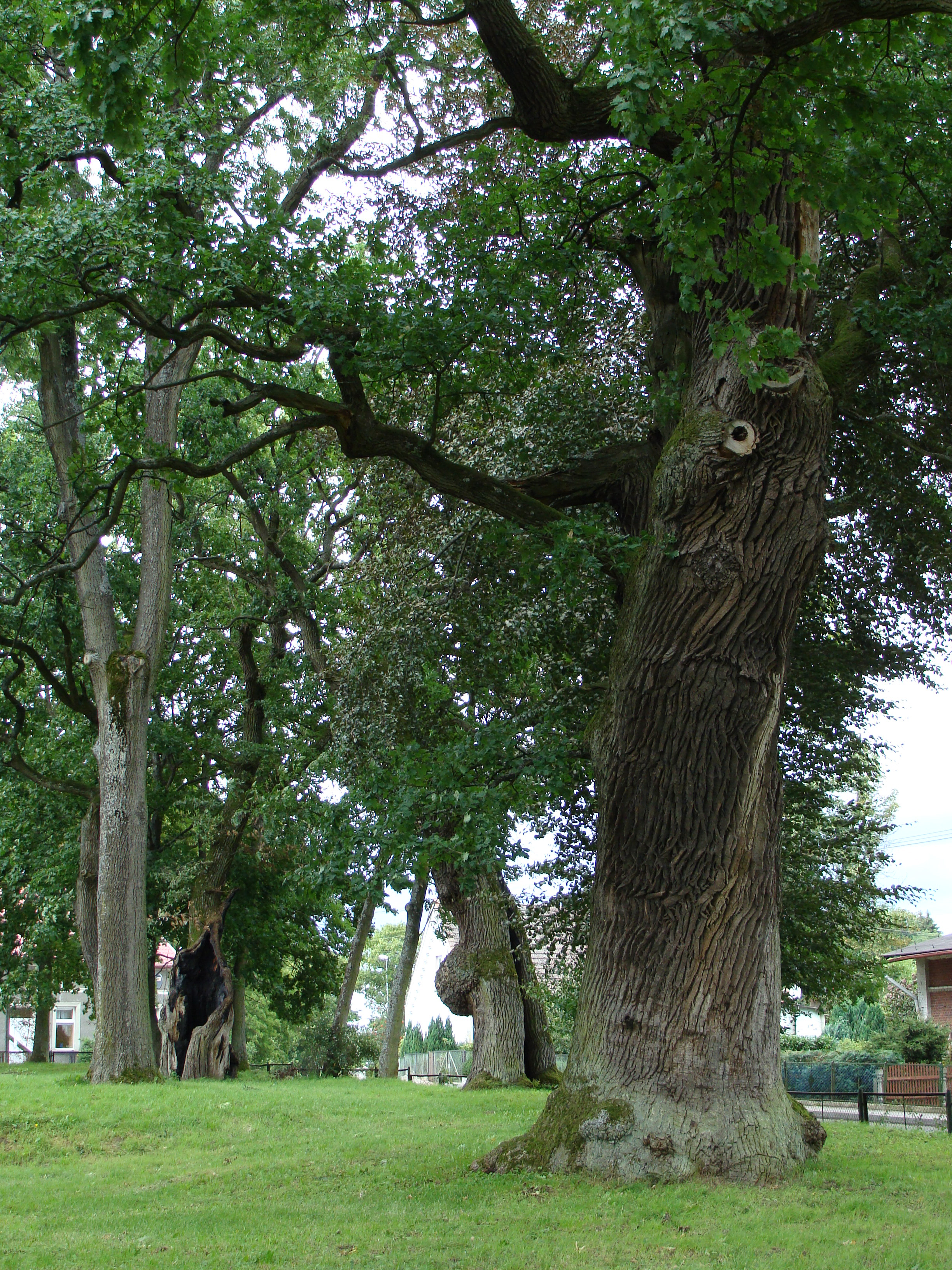
Pozostałości parku z pomnikowymi dębami („Dęby Trzygława”).